# Claude Barthelemy Morisot
Pour les articles homonymes, voir Morisot.

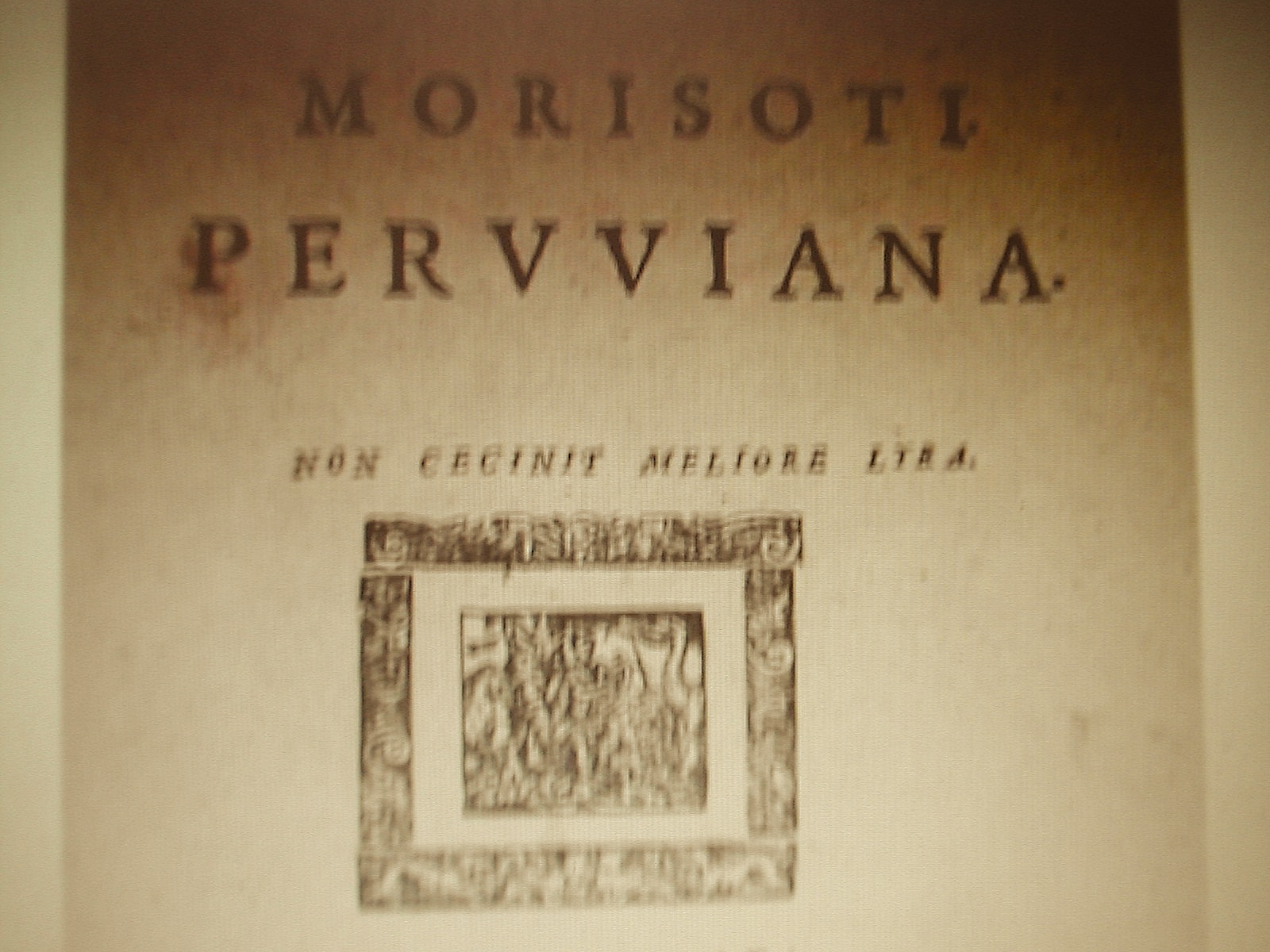
C.B. Morisot. Peruviana. Page de titre.

Claude Barthelemy Morisot (Dijon, 12 avril 1592- Dijon, 22 octobre 1661) est un écrivain français du XVIIe siècle. Ses œuvres sont écrites en latin.
Il fit ses études de droit à Toulouse.
Cet avocat de Dijon,qui exerça peu, composa des vers favorables à Richelieu.
« [...] Il est l'auteur d'un roman à clefs (1645), la Peruviana, où il expose les relations entre Richelieu, Marie de Medicis et Gaston d'Orléans.
« [...] il fit à ses débuts partie de la cour encore trop mal connue de Gaston d'Orléans, chanta Rubens avec qui il fut en correspondance, entretint des relations avec Richelieu et parut avoir assez de relief pour être honoré à Dijon d’une visite de la reine Christine. » (J.-F. Maillard, "Littérature et alchimie dans le Peruviana de Claude-Barthélémy Morisot ", p. 171)
Il compila vers 1650 divers récits de voyages, qui excitaient alors les esprits : ainsi, il réunit la relation de François Cauche à celles de Roulon Baro et de Moreau au Brésil, et à celles de Lambert et d’Abère en Égypte.

## Œuvres (bibliographie non exhaustive)
- L’Epître de Nestor à Léodamie sur la mort de Protésilas, 1621.
- Alitophili Veritatis lacrymae, sive Euphormionis lusinini continuatio, Genève, 1624 (une traduction est en cours, par Valérie Boutrois-Wampfler)
- Henricus Magnus, authore, Lugduni Batavorum [Leyde, en réalité Dijon], 1624.
- Porticus Medicæa, 1626. Traduction française de Mme Valérie Boutrois-Wampfler —Université de Reims Champagne Ardenne, centre de recherche du CRIMEL — In Memento Marie : regards sur la galerie Médicis (dir. Emmanuelle Hénin et Valérie Wampfler), 10, ÉPURE - Éditions et presses universitaires de Reims, collection Héritages critiques, 2019, pp.101-131.
- Panegyricus Ludovico Justo scriptus, Dijon, P. Guyot, 1629.
- Orbis maritimi sive rerum in mari littoribus gestarum generalis historia, Divione, apud Petrum Palliot, 1643; en ligne.
- Peruviana, Divione, apud Guidonem Annam Guyot, 1644 (traduction française de Mme Valérie Boutrois-Wampfler —Université de Reims Champagne Ardenne— à paraître, éditions Classiques Garnier-).
- Peruviana, Conclusio et Interpretatio, Dijon, P. Guyot, 1646 (traduction française de Mme Valérie Boutrois-Wampfler en cours —Université de Reims Champagne Ardenne—).
- P. O. Nasonis Fastorum libri XII, quorum sex posteriores a C.-B. Morisoto Divione substituti sunt, Dijon, P. Guyot, 1649.
- "Relation du voyage que François Cauche de Rouen a fait à Madagascar, Isles adjacentes et coste d'Afrique. Recueilli par le sieur Morisot, avec des notes en marge. A Paris, chez Augustin Courbé, 1651. (Première partie des Relations véritables et curieuses de l'Isle de Madagascar et du Brésil ; pages 1 à 193 avec carte de Madagascar)
- Epistolarum Centuriae Prima et Secunda, Dijon, P. Chavance, 1656.